# فري
فري أو فرير (بالنوردية القديمة:Freyr، وتعني السيد)، هو إله في الميثولوجيا الإسكندنافية مرتبط بالملكية المقدسة والرجولة والثراء، ويرتبط أيضا مع أشعة الشمس والطقس الصحو، ويصور كإله خصوبة. ويقال إن فريير «يمنح السلام والمتعة على البشر». كان فريير مرتبطا بشكل خاص بالسويد وكان يُنظر إليه باعتباره سلفًا للبيت الملكي السويدي.
تم تقديم فري في الكتب الأيسلنديّة، شعر إيدا ونثرها، كأحد «الفانير»، وابن إله البحر نيورد، بالإضافة إلى كونه الشقيق التوأم للإلهة فريا. أعطته الآلهة أرض ألفهايم أو عالم الأقزام، كهدية له وهو طفل. وهو يركب الخنزير غولينبورستي الذي صنعه الأقزام ويمتلك السفينة سكيذبلاذنير التي تحركها الرياح أينما شاءت ويمكن طيها وحملها في الجيب عندما لا يتم استخدامها. لديه الخدم سكيرنير، وبيفير وبيلا.
من أهم أساطير فري الباقية هي وقوعه في حب امرأة من اليوتن تدعى غيردي. وفي النهاية تصبح زوجته لكن فري وجب عليه التخلي عن سيفه السحري الذي يحارب من تلقاء نفسه. ورغم حرمانه من هذا السلاح، فإن فري يهزم اليوتن بيلي بقرن وعل. ولكن فقدانه لسيفه، فإنه سيقتل على يد اليوتن سورت خلال أحداث راكناروك.
مثل أغلب الآلهة الجرمانية الأخرى، يتم إحياء ذكرى فري في العصر الحديث في حركة الأوثان الجديدة.

## الاسم
يعتقد عمومًا أن الاسم النوردي القديم فراير «سيد») ينحدر من شكل نوردي بدائي أُعيد بناؤه إلى frawjaʀ، وهو مشتق من الاسم الجرماني البدائي frawjaz ~ *fraw(j)ōn «سيد»، وهو قريب من اللغة القوطية فراوجا، والإنجليزية القديمة فريا، والألمانية العليا القديمة فرو، وجميعها تعني «سيد». قد يكون الشكل الروني فروهيلا، المشتق من frōjila سابق، مرتبطًا أيضًا. ومع ذلك، فقد تم مؤخرًا اقتراح أصل كلمة يشتق منه اسم الإله من شكل اسمي للصفة الإسكندنافية البدائية fraiw(i)a- (مثمر، مولد). وفقًا لعالم اللغويات غوس كرونن، في اللغة الجرمانية، يعتمد على نطق الكلمات التالية: ON frjar، frjór، frær، Icel. frjór صفة خصب؛ غزير الإنتاج < fraiwa-، ويبدو جليًا أنها تشير إلى جذر fraiw-، بمعنى خصب. يذكرنا fraiwa-، من حيث الشكل والمعنى، بـ Freyr، إله الخصوبة < frauja-. لذا، يجب الأخذ في الاعتبار احتمال أن يكون fraiwa- قد استبدل من frawja-، وهو اسم جمعي من نوع ما. يعرف Freyr أيضًا بسلسلة من الأسماء الأخرى التي تصف صفاته ودوره في الممارسات الدينية والأساطير المرتبطة بها.

## آدم بريمن
يعد كتاب Gesta Hammaburgensis ecclesiae pontificum لآدم بريمن، الذي كتب حوالي عام 1080، أحد أقدم المصادر المكتوبة عن الممارسات الدينية الإسكندنافية قبل المسيحية. ادّعى آدم اطلاعه على روايات مباشرة عن الممارسات الوثنية في السويد. وأشار إلى فرير بالاسم اللاتيني فريكو، وذكر أن صورة له في سكارا دمرت على يد المبشر المسيحي الأسقف إيجينو. يقدم وصف آدم لمعبد أوبسالا بعض التفاصيل عن الإله.
| In hoc templo, quod totum ex auro paratum est, statuas atrium deorum veneratur populus, ita ut potentissimus eorum Thor in medio solium habeat triclinio; hinc et inde locum possident Wodan et Fricco. Quorum significationes eiusmodi sunt: 'Thor', inquiunt, 'praesidet in aere, qui tonitrus et fulmina, ventos ymbresque, serena et fruges gubernat. Alter Wodan, id est furor, bella gerit, hominique ministrat virtutem contra inimicos. Tertius est Fricco, pacem voluptatem que largiens mortalibus'. Cuius etiam simulacrum fingunt cum ingenti priapo. Gesta Hammaburgensis 26, Waitz' edition | في هذا المعبد المصنوع بالكامل من الذهب، يقدس الناس تماثيل الآلهة الموجودة في الفناء، حتى أن أقواهم، ثور، لديه عرش في منتصف غرفة الطعام؛ وودان وفريكو يمتلكان المكان على هذا الجانب وذاك. معانيها هي كما يلي: يقولون، "ثور هو الذي يرأس الهواء، الذي يحكم الرعد والبرق، والرياح والمطر، والسماء الصافية والمحاصيل. أما الوودان الآخر، أي الغضب، فهو الذي يشن الحروب ويزود الإنسان بالقوة ضد الأعداء. والثالث هو فريكو، الذي يمنح السلام والسرور للبشر. كما قاموا بصنع صورة له مع بريابوس ضخم. Gesta Hammaburgensis 26، ترجمة Tschan 164815 |

وفي رواية لاحقة، يذكر آدم أنه عند عقد قران، يقدم قربان على صورة فريكو.
ينقسم المؤرخون حول موثوقية رواية آدم.